# Amyntas le bématiste
Pour les articles homonymes, voir Amyntas.
Amyntas (en grec ancien ᾽Αμύντας / Amyntas est un bématiste macédonien et un géographe au service d'Alexandre le Grand. Il est l'auteur des Étapes de l'Asie réduites à l'état de fragments.

## Biographie
Ses origines et les événements de sa vie sont inconnus. Il participe probablement à la campagne d'Alexandre en Asie en tant qu'arpenteur pour préparer l'avancée de l'armée macédonienne. La nature de son œuvre littéraire (Les étapes de l'Asie) le rapproche des bématistes contemporains (Baiton, Diognète et Philonidès) qui mesurent et explorent étape par étape l'empire macédonien naissant.

## Œuvre
Les Étapes de l'Asie, ouvrage dans lequel il indique les distances parcourues, est nourri d'observations sur les particularités des peuples et des pays traversés, avec des remarques sur la faune, la flore, l’économie, les mœurs des habitants, les merveilles architecturales ou artisanales, etc. Huit fragments ont subsisté.

## Sources antiques
- Athénée, Deipnosophistes [détail des éditions] (lire en ligne).